# Ștefan Gușă

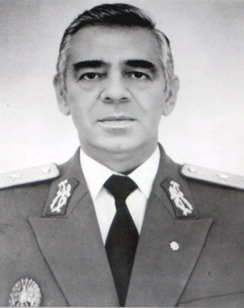
Ștefan Gușă

Ștefan Gușă (* 17. April 1940 in Spătaru, Costești, Kreis Buzău; † 28. März 1994 in Bukarest) war ein rumänischer Generalmajor sowie Politiker der Kommunistischen Partei Rumäniens PCR (Partidul Comunist Român), der unter anderem von 1986 bis 1989 Chef des Generalstabes der Streitkräfte Rumäniens (Armata Română) und als solcher auch Sekretär des Verteidigungsrates der Sozialistischen Republik Rumänien war. Nach dem Sturz von Nicolae Ceaușescu im Zuge der rumänischen Revolution gehörte er vom 22. bis zum 26. Dezember 1989 dem Rat der Front zur Nationalen Rettung CFSN (Consiliul Frontului Salvării Naționale) als Mitglied an.

## Leben
Gușă begann nach dem Besuch der Mittelschule Nr. 2 und des „Bogdan Petriceicu Hasdeu“-Lyzeums in Buzău 1957 eine militärische Ausbildung an der Panzer- und Kraftfahrzeugschule in Pitești, die er 1960 abschloss. Danach wurde er am 23. August 1960 als Leutnant (Locotenent) in die Streitkräfte Rumäniens (Armata Română) übernommen und war zunächst Zugführer im Panzerregiment Nr. 68 sowie im Anschluss zwischen dem 15. Juni 1961 und dem 6. September 1966 Zugführer und zuletzt Kompaniechef an der Panzer- und Kraftfahrzeugschule in Pitești. Während dieser Zeit wurde er 1962 Mitglied der Rumänischen Kommunistischen Partei PMR (Partidul Muncitoresc Român) sowie am 30. Dezember 1963 zum Oberleutnant (Locotenent-major) und am 30. Dezember 1965 zum Hauptmann (Căpitan) befördert. Er absolvierte von 1966 bis 1972 ein Studium an der Sektion für Panzeringenieurwesen der Militärtechnischen Fakultät der Allgemeinen Militärakademie (Academia Militară Generală) und wurde am 30. Dezember 1971 zum Major (Maior) befördert. Nach Abschluss des Studiums war er vom 30. März bis zum 7. Oktober 1972 Ausbilder und Werkstattleiter des Lehrstuhls für Panzertechnik der Allgemeinen Militärakademie sowie anschließend vom 7. Oktober 1972 bis zum 13. August 1976 Kommandeur des Panzerregiments 6 „Ioan Buteanu“. Während dieser Zeit erhielt er am 23. August 1974 seine Beförderung zum Oberstleutnant (Locotenent-colonel) und absolvierte vom 1. Dezember 1975 bis zum 31. Mai 1976 einen postakademischen Lehrgang für Waffensysteme.
Danach fungierte Gușă vom 13. Dezember 1976 bis 1981 als Stabschef der Panzerdivision 6 „Horia, Cloșca și Crișa“ und war in dieser Zeit zwischen dem 1. August und dem 30. November 1978 Absolvent eines Vorbereitungslehrgangs für Organisation und Mobilmachung. Er wurde zudem am 23. August 1979 zum Oberst der Ingenieurtruppen (Colonel inginer) befördert und 1980 Mitglied des Politischen Rates der 4. Armee sowie Mitglied des Büros des Politischen Rates der Panzerdivision 6. Er war vom 10. November 1981 bis zum 19. September 1986 Kommandeur der Panzerdivision 6 „Horia, Cloșca și Crișa“. Als solcher absolvierte er zwischen dem 15. September 1982 und dem 14. Juli 1983 einen weiteren postakademischen Fortbildungslehrgang für operative Kriegsführung und Militärstrategie und erhielt am 22. August 1984 auch seine Beförderung zum Generalmajor (General-maior). Daneben wurde er im November 1984 Kandidat des Büros des Parteikomitees im Kreis Mureș. Auf dem Dreizehnten Parteitag der PCR (19. bis 22. November 1984) wurde er Kandidat des Zentralkomitees (ZK) der PCR.
Am 25. September 1986 wurde Gușă Erster Vizeminister für Nationale Verteidigung sowie Chef des Generalstabes der Streitkräfte Rumäniens (Armata Română) und bekleidete diese Posten bis zum 28. Dezember 1989. Als solcher war er zugleich vom 25. September 1986 bis zum 28. Dezember 1989 auch Sekretär des Verteidigungsrates der Sozialistischen Republik Rumänien. Auf dem Vierzehnten Parteitag der PCR (20. bis 24. November 1989) wurde er schließlich Mitglied des ZK der PCR, dem er bis zum 22. Dezember 1989 angehörte. Nach dem Sturz von Nicolae Ceaușescu im Zuge der rumänischen Revolution gehörte er vom 22. bis zum 26. Dezember 1989 dem Rat der Front zur Nationalen Rettung CFSN (Consiliul Frontului Salvării Naționale) als Mitglied an. Zuletzt war er zwischen dem 28. Dezember 1989 und dem 26. Februar 1990 Chef des Stabes und Erster stellvertretender Kommandeur der 4. Armee.

## Einzelnachweis
1. ↑  Council of the National Salvation Front

| Personendaten    | Personendaten                  |
| ---------------- | ------------------------------ |
| NAME             | Gușă, Ștefan                   |
| KURZBESCHREIBUNG | rumänischer Politiker (PCR)    |
| GEBURTSDATUM     | 17. April 1940                 |
| GEBURTSORT       | Spătaru, Costești, Kreis Buzău |
| STERBEDATUM      | 28. März 1994                  |
| STERBEORT        | Bukarest                       |